# 萨利纳斯 (加利福尼亚州)
薩利納斯（英語：Salinas）是美國加利福尼亞州蒙特雷縣的縣府，位於該縣西北部。面積49.2平方公里，根據2010年人口普查的數據，該地人口為150,441人。
1847年開埠。1877年建市。

## 友好城市
- 菲律賓宿霧市（1964年5月18日）
- 日本市來串木野市（1979年6月11日）
- 墨西哥Jerécuaro（1996年12月3日）
- 墨西哥瓜纳华托（2007年11月6日）
- 中国岳阳市（2010年2月24日）